# Roeselia nigrobasalis
Roeselia nigrobasalis är en fjärilsart som beskrevs av Rothschild 1916. Roeselia nigrobasalis ingår i släktet Roeselia och familjen trågspinnare. Inga underarter finns listade.